# Wygoda (gmina Janów Podlaski)
Wygoda – osada w Polsce położona w województwie lubelskim, w powiecie bialskim, w gminie Janów Podlaski.
Osada jest sołectwem w gminie Janów Podlaski. Według Narodowego Spisu Powszechnego z roku 2011 osada liczyła 148 mieszkańców.
Wierni Kościoła rzymskokatolickiego należą do parafii Trójcy Świętej w Janowie Podlaskim.

## Historia
W czerwcu 1896 roku w miejscowości polski konstruktor lotniczy oraz wynalazca Czesław Tański odbył pierwsze w Polsce loty szybowcowe za pomocą wynalezionej przez siebie lotni tzw. lotni Tańskiego.
W latach 1975–1998 miejscowość należała administracyjnie do województwa bialskopodlaskiego.

## Stadnina koni
W Wygodzie znajduje się słynna Stadnina Koni Janów Podlaski. Stadnina ta od 1817 hoduje konie czystej krwi arabskiej oraz pół krwi angloarabskiej.